# NAO (机器人)
NAO（发音和「Now」相近）是一个自主的可编程仿人机器人，由法国Aldebaran机器人公司研发。
2004年，NAO项目启动。2007年，NAO被索尼公司的AIBO机器狗击败，未能被RoboCup标准平台联赛(SPL)采用。在2008、2009年度的RoboCup比赛中，NAO被正式采用。NAOV3R则被用于2010年的RoboCup。
NAO具有两个不同定位的版本：学术版与家庭版。NAO家庭版面世较早，面向个人、家庭、服务行业，用于互动娱乐。NAO学术版面向大学和实验室，用于科学研究和教学。NAO学术版2011年推出市场。2010年10月，东京大学中村实验室购买了30台NAO机器人，希望将它们开发为实验室助理。从2011开始，NAO已经在全世界众多学术机构中被广泛使用，包括印度坎普尔理工学院。
2010年夏，NAO在上海世博会上以同步舞蹈动作惊艳四座，成为全球瞩目的焦点。2010年12月，NAO进行了一次令人惊异的单口相声表演。不久，NAO的下一代也发布，更加精巧的手臂和改进的马达成为突出特色。2011年12月，Aldebaran机器人公司发布了Nao Next Gen，具有更强健的软件，更快的CPU和高清摄像头。
Nao 机器人由一个名为 NAOqi 的专用 Linux 操作系统控制。该操作系统为机器人的多媒体系统提供支持，该系统包括四个麦克风（用于语音识别和声音定位），两个扬声器（用于多语言文本到语音合成）以及两个高清摄像头（用于计算机视觉，包括面部和形状识别）。该机器人还配备了一套软件工具包，包括一个名为 Choregraphe 的图形化编程工具、一个仿真软件包以及一个软件开发工具包。

## 在医疗健康领域的应用
自 2004 年发布以来，Nao 已经在许多医疗保健场景中进行了测试和部署，包括在养老院和学校的使用。

## 参看
- AIBO
- ASIMO
- 教育机器人（英语：Educational robotics） （英文）
- QRIO
- REEM（英语：REEM） （英文）

1. ↑  Shamsuddin, Syamimi; Ismail, Luthffi Idzhar; Yussof, Hanafiah; Ismarrubie Zahari, Nur; Bahari, Saiful; Hashim, Hafizan; Jaffar, Ahmed. . 2011 IEEE International Conference on Control System, Computing and Engineering. 2011-11  [2025-03-31]. doi:10.1109/ICCSCE.2011.6190579.
2. ↑  Vital, Jessica P.M.; Couceiro, Micael S.; Rodrigues, Nuno M. M.; Figueiredo, Carlos M.; Ferreira, Nuno M. F. . 2013 IEEE 2nd International Conference on Serious Games and Applications for Health (SeGAH). 2013-05  [2025-03-31]. doi:10.1109/SeGAH.2013.6665313.
3. ↑  Feidakis, Michalis; Gkolompia, Iro; Marnelaki, Athina; Marathaki, Konstantina; Emmanouilidou, Sofia; Agrianiti, Eleni. . IEEE. 2023-05-01  [2025-03-31]. ISBN 979-8-3503-9943-1. doi:10.1109/EDUCON54358.2023.10125229.